# مارك بيري (كاتب)
مارك بيري (بالإنجليزية: Mark Perry)‏ هو كاتب أمريكي، ولد في 3 أكتوبر 1950.